# Pike (contea di Bradford)
Pike  è una township degli Stati Uniti d'America, nella contea di Bradford nello Stato della Pennsylvania. Secondo il censimento del 2000 la popolazione è di 657 abitanti.

## Società

### Evoluzione demografica
La composizione etnica vede una maggioranza di quella bianca (98,02%), seguita dai afroamericani (0,91%) dati del 2000.
| township di Pike Popolazione |     |
| 2000                         | 657 |
| Stima al 2009                | 639 |